# Haruspex
A haruspex vagy béljósló áldozatnéző, tágabb értelemben jós, jelmagyarázó. A név etimológiája bizonytalan. Egyesek a haru-ban a görög hiero (szent dolog) alakját sejtik, mások haruga (hostia, áldozat) régi szóból eredeztetik. Etruriai jövendőmondók voltak, ahol a jóstudomány régóta virágzott s a rómaiak időről időre behívták őket, ha szükség volt rájuk. De a haruspexek sohasem örvendtek Rómában akkora tekintélynek, mint a belföldi augurok. Claudius császár szervezte őket kollégiummá, mely 60 tagból állt, élükön a magister publicus. Tisztük volt: 
- a csodajelek gondozása, (procuratio prodigiorum), illetve az istenek haragjának megengesztelése;
- a villámcsapta helyek gondozása, vagyis kiengesztelése (ars fulguratoria, az illető helyet elrekesztették és juháldozatot mutattak be);
- az állatok belső, nemesebb részeinek (máj, tüdő, szív stb.) vizsgálata (extispicina).

## Lásd még
- Béljóslás